# Gestohlene Kinder
Gestohlene Kinder (Originaltitel: Il ladro di bambini) ist ein Film aus dem Jahr 1992 unter Regie des Italieners Gianni Amelio.

## Allgemeines
Gezeigt wird die Geschichte des Carabiniere Antonio und der beiden Geschwister Rosetta und Luciano, nachdem die Mutter der beiden Geschwister verhaftet wurde, da sie Rosetta zur Prostitution zwang. Antonio soll die Geschwister zusammen mit einem Kollegen von Mailand nach Sizilien bringen, wo sie in einem Kinderheim erzogen werden. Der Kollege setzt sich unterwegs ab, das Kinderheim verweigert die Aufnahme der Geschwister, Antonio kann seinen Vorgesetzten nicht informieren, da der Kollege seinen Pflichten nicht nachgekommen ist. Antonio bringt die Geschwister in sein Heimatdorf, wo er sie seinen Verwandten als Kinder eines Kollegen vorstellt. Zu diesem Zeitpunkt hat sich bereits ein bedingtes Vertrauensverhältnis entwickelt. Rosetta, der durch ihre Vergangenheit keine guten Erfahrungen vorgegeben sind, eröffnen sich neue Perspektiven, als sie erfährt, dass es auch Menschen gib, die ihr lediglich Gutes tun wollen. Luciano, der ohne Vater aufwuchs, findet in Antonio einen Ersatzvater. Die Beziehung zwischen den drei ist jedoch strapaziert. Rosetta und Luciano sehen sich nicht miteinander verbunden, das Schicksal des anderen ist ihnen gleichgültig. Antonio versucht dem entgegenzuwirken. Rosetta solle sich um Luciano kümmern, was sie auch durchaus tut, Luciano würdigt dies jedoch nur gering, und Luciano solle seiner Schwester helfen, ihre Vergangenheit zu überwinden. Rosetta wird während eines Aufenthalts als ehemalige Prostituierte erkannt und so macht sich eine Weiterreise  unentbehrlich. Antonio entwickelt sich zum Ersatzvater, obwohl er in derartigen Belangen erfahrungslos ist. Den Geschwistern wird Gelegenheit geboten, ihre Kindheit nachzuholen. Luciano lernt schwimmen, Rosetta wird zum scheinbar normalen Kind. Sie trifft auf zwei französische Touristinnen, die sich zu allgegenwärtigen Begleitern dieser Episode entwickeln. Als den Touristinnen der Fotoapparat gestohlen wird, verfolgt Antonio den Dieb und stellt diesen. Er wird dazu vernommen, wobei herausgefunden wird, dass er eigentlich den Auftrag gehabt hätte, die Kinder in ein Heim zu bringen. Seine Vorgesetzten werden benachrichtigt, Antonio muss die Kinder in ein Heim bringen. Der Film endet offen. Der Zuseher erfährt nichts über das Schicksal Antonios oder der Kinder, nichts über das Fortlaufen der Beziehung.

## Auszeichnungen
- Großer Preis der Jury, Cannes 1992
- Europäischer Filmpreis für den besten Film 1992
- David di Donatello 1992 für den besten Film und die beste Regie, sowie für den besten Produzenten, den besten Schnitt und die beste Musik
- Publikumspreis, Locarno 1992
- Nastro d’Argento 1993 für den besten Film und das beste Drehbuch

## Kritik
„Der Film erzählt seine Geschichte mit beeindruckender Schlichtheit und Poesie. Durch die schnörkellose Kameraarbeit, die einfühlsame Musik und das intensive Spiel der überzeugenden Hauptdarsteller entstand ein kleines, stilles Meisterwerk.“

„Das ganze Geheimnis, der ganze innere Reichtum dieses Films liegt darin, daß Amelio sich bedingungslos den Figuren und ihrer Geschichte anvertraut: So entdeckt er darin eine Schönheit, die weh tut.“

„Amelio macht kein cinema paradiso, er zieht die Hölle auf Erden vor. Er zeigt sich versöhnlich gegenüber den Verdammten.“